# پریم (نوادا)
پریم، نوادا (به انگلیسی: Primm, Nevada) یک محدوده ثبت‌نشده در ایالات متحده آمریکا است که در شهرستان کلارک، نوادا واقع شده‌است.

## خصوصیات
پریم ۱٬۱۳۲ نفر جمعیت دارد و ۷۹۷٫۹۸ متر بالاتر از سطح دریا واقع شده‌است.